# Douglas M. Head
Douglas M. Head (Mineápolis, 14 de abril de 1930 - Minneapolis, 2 de fevereiro de 2011) foi um político norte-americano do Partido Republicano e ex-procurador-geral de Minnesota.